# Велко Миланкович
Велко Миланкович (на сръбски: Вељко Миланковић) е офицер (лейтенант) от сръбските сили в гражданските войни в Югославия от началото на 1990-те години.
Участва във във войната в Босна и Херцеговина и войната в Хърватия, на страната на самопровъзгласилите се съответно Република Сръбска и Република Сръбска Крайна, като командва основания от него батальон (на сръбски: „Вукови са Вучијака“). Взима участие в боевете при Дервента, Модрича и Окучани.
На 4 февруари 1993 г. е прострелян в дясната част на гърдите по време на улични сражения в Доний Кашич, Хърватия. Умира от раните си на 14 февруари.